# Charles Douglas-Home, 12.º Conde de Home
Charles Alexander Douglas-Home, 12.º Conde de Home, KT, TD (Coldstream, 11 de abril de 1834 - 30 de abril de 1918), denominado Lord Dunglass entre 1841 e 1881, foi um político e nobre britânico. Serviu como Lord-Lieutenant de Berwickshire de 1879 a 1880 e Lord-Lieutenant de Lanarkshire de 1890 a 1915.

## Biografia
Charles nasceu em The Hirsel, perto de Coldstream, sendo filho de Cospatrick Douglas-Home, 11.º Conde de Home e da honorável Lucy Elizabeth Montagu-Scott, filha de Henry, 2.º Barão Montagu de Boughton, e sua esposa, a honorável Jane Douglas (a filha de Archibald, 1.º Barão Douglas). Foi educado no Eton College e Trinity College. Em 1877, ele herdou as extensas propriedades de Douglas e Angus de sua mãe. Estes incluíam o Castelo de Douglas, o Castelo de Bothwell e as terras totalizando cerca de 104.000 acres, principalmente em Lanarkshire, Roxburghshire e Berwickshire. Em 1877, seu nome foi legalmente alterado para Charles Alexander Douglas-Home pela Royal License. Herdou os títulos de seu pai e a propriedade de Berwickshire no The Hirsel em 1881.[carece de fontes?]

## Carreira
Ocupou o cargo de Lord-Lieutenant de Berwickshire entre 1879 e 1890. Serviu como ajudante de campo da rainha Victoria entre 1887 e 1897. Serviu como Lord-Lieutenant de Lanarkshire entre 1890 e 1915. Foi capitão da Companhia Real de Arqueiros e Coronel Honorário a serviço do 3º e 4º Batalhões, Rifles Escoceses e Lanarkshire Yeomanry. Em 1899, ele foi investido como um Cavaleiro Companheiro da Ordem do Cardo. Foi condecorado com a Territorial Decoration.[carece de fontes?]

## Labrador Retrievers
Durante a década de 1880, Lord Home, juntamente com seu primo, o 6.º Duque de Buccleuch e o 3.º Conde de Malmesbury, colaboraram para desenvolver e estabelecer a raça moderna do Labrador Retriever, através de linhas de cruzamento que foram importadas por suas respectivas famílias da Terra Nova na década de 1830. Os filhotes resultantes são considerados os ancestrais dos modernos labradores.